# Miss Georgia

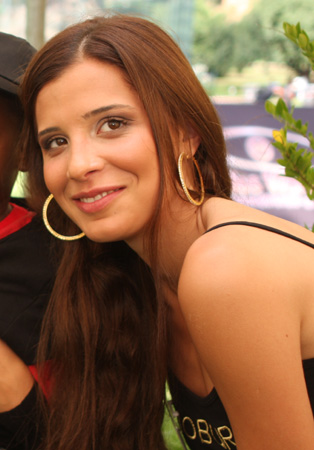
Khatuna Skhirtladze, Miss Georgia 2008.

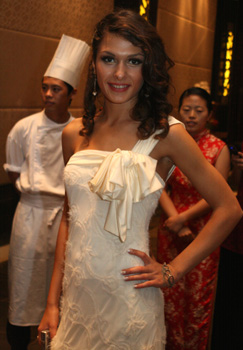
Tamar Nemsitsveridze, Miss Georgia 2007.

Miss Georgia (მის საქართველო, Mis Sakartvelo) è un concorso di bellezza femminile che si tiene annualmente in Georgia. Le vincitrici del concorso hanno la possibilità di rappresentare il proprio paese nei concorsi internazionali come Miss Universo e Miss Mondo.

## Albo d'oro
Il concorso si tiene approssimativamente dagli anni novanta. Tuttavia non sono reperibili informazioni sulle vincitrici antecedenti all'edizione del 2003, benché rappresentanti della Georgia abbiano partecipato a Miss Europa sin dal 1996.

### Rappresentanti a Miss Europa
| Anno | Concorrente             | Nome internazionale  |
| ---- | ----------------------- | -------------------- |
| 1996 | Natia Gogitschiaschwili | Natia Gogichiashvili |
| 1997 | Nino Zkitischwili       | Nino Tskitishvili    |
| 1999 | Eka Tordia              | Eka Tordia           |
| 2001 | Ana Aschwetia           | Ana Ashvetia         |
| 2002 | Natalia Marikoda        | Natalia Marikoda     |

### Rappresentanti a Miss Mondo
| Anno | Concorrente           | Nome georgiano     | Piazzamento         |
| ---- | --------------------- | ------------------ | ------------------- |
| 2003 | Irina Onashvili       | ირინა ონაშვილი     | Top 20, Miss Talent |
| 2004 | Salome Chikviladze    | სალომე ჩიკვილაძე   | Non classificata    |
| 2005 | Salome Khelashvili    | სალომე ხელაშვილი   | Non classificata    |
| 2006 | Nino Kalandadze       | ნინო კალანდაძე     | Non classificata    |
| 2007 | Tamar Nemsitsveridze* | თამარ ნემსიწვერიძე | Non classificata    |
| 2008 | Khatuna Skhirtladze   | ხათუნა სხირტლაძე   | Non classificata    |
| 2009 | Tsira Suknidze        | ცირა სუქნიძე       | Non classificata    |
| 2010 | Dea Arakishvili       | დეა არაყიშვილი     | Non classificata    |
| 2011 | Janeta Kerdikoshvilli | ჟანეტ ქერდიყოშვილი | Non classificata    |
| 2012 | Salome Khomeriki      | სალომე ხომერიკი    | Non classificata    |
| 2013 | Lika Metreveli        | ლიკა მეტრეველი     | Non classificata    |

- Tamar Nemsitsveridze era la 3ª classificata a Miss Georgia 2007, tuttavia viene considerata la detentrice del titolo, in quanto la vincitrice e la seconda classificata sono state squalificate.

### Rappresentanti a Miss Universo
| Anno | Concorrente           | Nome georgiano      | Piazzamento |
| ---- | --------------------- | ------------------- | ----------- |
| 2004 | Nino Murtazashvili    | ნინო მურთაზაშვილი   |             |
| 2005 | Rusudan Bochoidze     | რუსუდან ბოჩოიძე     |             |
| 2006 | Ekaterine Buadze      | ეკატერინე ბუაძე     |             |
| 2007 | Ana Giorgelashvili    | ანა გიორგელაშვილი   |             |
| 2008 | Gvantsa Daraselia     | გვანცა დარასელია    |             |
| 2009 | Lika Ordzhonikidze    | ლიკა ორჯონიკიძე     |             |
| 2010 | Nanuka Gogichaishvili | ნანუკა გოგიჩაიშვილი |             |
| 2011 | Eka Gurtskaia         | ეკა ღურწკაია        |             |
| 2012 | Tamar Shedania        | თამარ შედანია       |             |

### Rappresentanti a Miss International
| Anno | Concorrente       | Nome georgiano | Piazzamento |
| ---- | ----------------- | -------------- | ----------- |
| 2009 | Maria Sarchimelia |                |             |
| 2010 | Tamar Pilishvili  |                |             |